# Трамвай Усолья-Сибирского
Усольский трамвай — трамвайная сеть электротранспорта в городе Усолье-Сибирское, одна из последних созданных в СССР и России трамвайных систем.

## История
1963 — горисполком Усолья-Сибирского принял решение о строительстве в городе трамвайного пути в связи нехваткой автобусов для доставки рабочих на химкомбинат.
1967 — открыты маршрут № 1 — «Трампарк — 9 столовая» и маршрут № 2 « 9 столовая — Рынок». Первоначально использовались трамваи КТМ-2/КТП-2, их салоны до сих пор используются, в количестве двух штук, в качестве хранилищ инструмента, ещё один вагон стоял вплоть до конца 1990- годов во дворе местного Института. К началу 1980-х КТМ-2 были окончательно вытеснены КТМ-5, Усолье-Сибирское стал первым городом в Иркутской области, где появились трамваи КТМ-5. На первом трамвае в город выехала молодая женщина, Ткачёва Валентина Сергеевна — сейчас ветеран труда.
1974 — открыта трамвайная линия до Привокзального района, продлён маршрут № 2 — «9-я столовая — Привокзальный», открыты маршрут № 3 — «Трампарк — Привокзальный».
1976 — маршрут № 2 продлен до Химфармкомбината. Открыт маршрут № 4 «9-я столовая — Привокзальный».
1985 — запускался экспериментальный маршрут № 5 Трампарк — ХФК (Трампарк — Кинотеатр «Кристалл» — «Юбилейный» — Гостиница — Ленина — Институт — Магистральная — База оборудования — Управление — Большая база — ПЗО — ТЭЦ-11 — Лужки — ХФК).
В советское время планировалось продлить трамвайную линию от остановки «Привокзальный» до вокзала и далее по проспекту Космонавтов вокруг 8-го микрорайона к соединению с основными путями, однако этот проект не был реализован.
2003 — трамвайная линия до ХФК закрыта и разобрана.
2006 — построено разворотное кольцо по ул. Коростова (между остановками «ул. Магистральная» и «База оборудования», без возможности обслуживания пассажиров), открыт маршрут № 4 «ул. Магистральная — Привокзальный».
2008 — начато строительство линии от остановки «Привокзальный» до железнодорожного вокзала (400 метров) с разворотным кольцом.
2010 — 1 октября открыт новый участок трамвайной линии к железнодорожному вокзалу, вскоре после этого разобрано разворотное кольцо «Привокзальный».
2018 — прибытие 3-х вагонов модели 71-619КТ, и вагона 71-608КМ б/у из Москвы.
2020- прибытие 7 б/у вагонов 71-619А из Москвы
2022 — прибытие нескольких вагонов модели 71-619K б/у из Москвы.

## Пассажироперевозки
Динамика объёмов перевозок

## Маршрутная сеть
На май 2015 года в городе организованы следующие трамвайные маршруты:
| № маршрута | Маршрут | Примечание |
| ---------- | --- | --- |
| 1          | Трампарк — рынок «Оптовый» — Кинотеатр «Кристалл» — «Юбилейный» — Гостиница — Ленина — Институт — Магистральная — База оборудования — Управление — Большая база — ПЗО                                                                                         | Только по рабочим дням. Всего одна пара рейсов (туда и обратно) утром. До 2015 года ходил по маршруту Трампарк — 9-я столовая |
| 2          | Железнодорожный вокзал — Привокзальный — Стадион — Усольмаш — Р.Люксембург — Дом ветеранов — Военкомат — Рынок — Швейная фабрика — Куйбышева — Ленина — Институт — Магистральная — База оборудования — Пождепо — 9 столовая — Управление — Большая база — ПЗО | Работает в часы пик и выходные, некоторые рейсы выполняются только до 9-й столовой, некоторые рейсы выполняются без заезда на 9-ю столовую. При следовании от ПЗО до железнодорожного вокзала заезд на 9-ю столовую никогда не осуществляется из-за особенностей путевого развития |
| 3          | Трампарк — рынок «Оптовый» — Кинотеатр «Кристалл» — «Юбилейный» — Гостиница — Ленина — Куйбышева — Швейная фабрика — Рынок — Военкомат — Дом ветеранов — Р.Люксембург — Усольмаш — Стадион — Привокзальный — Железнодорожный вокзал                           | |
| 4          | Железнодорожный вокзал — Привокзальный — Стадион — Усольмаш — Р.Люксембург — Дом ветеранов — Военкомат — Рынок — Швейная фабрика — Куйбышева — Ленина — Институт — Магистральная (— Коростова)                                                                | Работает вместо маршрута № 2 в обычные часы. В 1980-е годы маршрут имел схему Привокзальный — 9-я столовая: Привокзальный — Стадион — Усольмаш (ЗГО)- Р.Люксембург — Дом ветеранов (ФСК Байкал) — Военкомат (Спорттовары, до этого Химпромстрой) — Рынок — Швейная фабрика — Куйбышева — Ленина — Институт — Магистральная — База оборудования — Управление — Пождепо — 9-я столовая. Ходил в утренние и вечерние часы |

## Подвижной состав
В городе Усолье-Сибирское эксплуатируются трамваи моделей:
- Вагон 71-605РМ № 00771-605 — 23 единицы.
- 71-619А — 7 единиц.
- 71-619КТ — 5 единиц.
- 71-608КМ — 2 единицы.
- 71-605А — 2 единицы.
- 71-605РМ — 2 единицы.

Служебные:
- 71-605 — 3 единицы.
- ВТК-10 — 1 единица.
- ВТК-24 — 1 единица.
- ТК-28 — 1 единица.

По состоянию на декабрь 2018 года в эксплуатации находится 42 линейных и 6 служебных трамваев. Основу парка составляют вагоны 71-605 и 71-605А.
Также в парке имеются 6 вагонов, модернизированных силами депо с 2006 по 2014 годы.

## Современное состояние и перспективы
Трамвай в Усолье-Сибирском, задумывавшийся как средство доставки рабочих на ПО «Химпром», сегодня является основным видом транспорта, причем успешно функционирующим. Трамваи поддерживаются в надлежащем состоянии, производится реконструкция вагонов. С лета 2008 года велась прокладка линии от микрорайона Привокзальный до ж/д станции «Усолье-Сибирское» с разворотным кольцом (400 метров). В июле 2009 года она была приостановлена из-за нехватки финансов. С мая 2010 года строительство трамвайной линии до ж/д вокзала возобновлено. 1 октября 2010 года по линии «Привокзальный — Вокзал» открыто движение трамваев. Также подняты до нормативных величин трамвайные рельсы на пересечении с автодорогой М-53.
Хронология изменения тарифов на проезд в трамвае в городе Усолье-Сибирское:
С 1 января 2009 года — 12 рублей
С 1 сентября 2012 года — 14 рублей
С 1 июля 2014 года — 16 рублей
С 15 мая 2018 года — 20 рублей
С 1 января 2020 года — 23 рубля
С 1 сентября 2021 года — 25 рублей
С 15 марта 2022 года — 30 рублей
С 15 апреля 2024 года — 35 рублей
С 1 января 2025 года — 40 рублей